# Loka, Šentjernej
Loka este o localitate din comuna Šentjernej, Slovenia, cu o populație de 109 locuitori.